# آبراهامیان
آبراهامیان (زبان ارمنی: Աբրահամյան), یکی از نام‌های خانوادگی رایج در میان ارمنیان می‌باشد.
- آبراهام آبراهامیان (دانشمند)
- آرا آبرامیان، کارآفرین
- آرا آبراهامیان، کشتی‌گیر
- آراکس آبراهامیان
- آرتسرون آبراهامیان
- آرتور آبراهام،  بوکسور
- آلیوشا آبراهامیان، بازیکن فوتبال
- ادوارد آبراهامیان (دامپزشک)
- ادوارد آبراهامیان (آهنگساز)
- اما آبراهامیان،  پیکره ساز و متخصص کنده کاری بر روی چوب
- بنیامین آبراهامیان
- پیش‌نویس:پل آبراهامیان
- تیگران آبراهامیان
- جیوان آبراهامیان
- خاچاطور آبراهامیان، هنرپیشه
- خاچیک آبراهامیان، نقاش
- خورن آبراهامیان،  هنرپیشه و کارگردان سینما
- خورن آبراهامیان (فرد نظامی)
- رافیک آبراهامیان (تاریخ‌نگار)
- روبن آبراهامیان، ایران‌شناس و زبان‌شناس
- ژانا آبراهامیان
- ژولیتا آبراهامیان
- سارگیس آبراهامیان، نویسنده، pedagogue، و چهره فرهنگی
- سرگئی آبراهامیان
- سیلوا آبراهامیان
- لوون آبراهامیان (فیلسوف)
- مارینه آبراهامیان
- مه‌ده‌آ آبراهامیان، نوازنده ویولنسل
- نارک آبراهامیان،  بازیکن فوتبال
- وارازدات آبراهامیان
- ولودیا آبراهامیان (معمار)
- هاروتیون آبراهامیان،  بازیکن فوتبال
- هوویک آبراهامیان، سیاست‌مدار
- یرواند آبراهامیان، تاریخ‌نگار
- یوگنی آراموویچ آبرایان،  پیکره ساز و متخصص کنده کاری بر روی چوب
- لیزا برکیان-آبراهامیان
- پیش‌نویس:کتاب‌شناسی یرواند آبراهامیان
- پیش‌نویس:آرمینه آندا
- پیش‌نویس:فلیکس آبراهامیان
- پیش‌نویس:آتوسا آراکسیا آبراهامیان
- پیش‌نویس:آنی آبراهامیان
- پیش‌نویس:وارتوهی آبراهامیان

## مرتبط
- دولت آبراهامیان

## منبع
- Հովակիմյան, Բախտիար (2005). Հայոց ծածկանունների բառարան (PDF). Երևան: ԵՊՀ հրատ.
- Այվազյան, Հ. Մ. (2005). Ով ով է. հայեր (կենսագրական հանրագիտարան: Երկու հատորով). Vol. առաջին. Երևան: Հայկական հանրագիտարան հրատ. pp. 16–23.
- Խուդավերդյան, Կոստանդին. Հայկական համառոտ հանրագիտարան (به ارمنی). Vol. 1. Երևան: Հայկական Հանրագիտարան հրատարակչություն ՊՈԱԿ. p. 25.
- Armenian Soviet Encyclopedia. Vol. 1. Yerevan. p. 44.